# Szentdénes
Szentdénes è un comune dell'Ungheria di 341 abitanti (dati 2008) situato nella contea di Baranya, regione Transdanubio Meridionale